# 下菲尔巴赫
下菲尔巴赫是德国巴伐利亚州的一个市镇。总面积2.59平方公里，总人口1589人，其中男性781人，女性808人（2011年12月31日），人口密度614人/平方公里。